# Коцюба, Виталий Николаевич
Виталий Коцюба — активист Евромайдана. Родился в селе Вороблячин Яворовского района. Проживал в Новояворовске. Погиб на майдане Незалежности в Киеве 20 февраля 2014. Герой Украины (2014, посмертно).

## На Майдане
20 февраля 32-летний Виталий Коцюба погиб вместе с 36-летним земляком Романом Вареницей от пуль снайпера. По словам очевидцев, рискуя собственной жизнью, под обстрелом активисты вернулись за Виталием, но уже живым его вытащить не удалось.

## Память
Похороны состоялись 23 февраля в Вороблячине.

### Награды
- Звание Герой Украины с вручением ордена «Золотая Звезда» (21 ноября 2014, посмертно) — за гражданское мужество, патриотизм, героическое отстаивание конституционных принципов демократии, прав и свобод человека, самоотверженное служение Украинскому народу, обнаруженные во время Революции достоинства[1]
- Медаль «За жертвенность и любовь к Украине» (УПЦ КП, июнь 2015) (посмертно)[2]